# البروتين الشوكي لفيروس كورونا
البروتين السكري الخاص بالشوكة (بالإنجليزية: Spike glycoprotein)‏ (ويُسمى أحيانا بروتين الشوكة، وسابقا  E2) هو أكبر البروتينات البنيوية الأربعة المتواجدة في فيروسات كورونا. يتجمع بروتين الشوكة إلى مثلوثات تشكل بُنًى كبيرة تسمى الشوكات أو القسيمات الفولفية، والتي تبرز على سطح الفيروس. المظهر المميز لهذه الشوكات حين تُرى باستخدام المجهر الإلكتروني النافذ والتلوين السلبي على شكل «هالة» والتي تسمى «كورونا» وهو مصطلح لاتيني يعني «التاج»، هو ما أعطى الفيروس اسم العائلة الخاص به.
وظيفة البروتين السكري الخاص بالشوكة هي توسط دخول الفيروس إلى الخلية المضيفة عبر التآثر مع جزيئات على السطح الخارجي للخلية وبعدها دمج الغشائين الفيروسي والخلوي. بروتين الشوكة هو بروتين دمج من الصنف 1 ويحتوي على منطقتين تعرفان باسم S1 وS2. تحتوي المنطقة S1 على نطاق الارتباط بالمستقبل الذي يرتبط بالمستقبلات على سطح الخلية. تستخدم فيروسات كورونا مجالا متنوعا من المستقبلات: يتآثر كل من سارس-كوف (الذي يسبب السارس) وسارس-كوف-2 (الذي يسبب كوفيد 19) مع المستقبل إنزيم محول للأنجيوتنسين 2 (ACE2). تحتوي المنطقة S2 على نطاق الدمج وبعض العناصر الأخرى الضرورية للاندماج مع الخلية المضيفة، واندماج الغشائين خطوة مطلوبة من أجل إصابة الخلية وتضاعف الفيروس. يحدد بروتين الشوكة مجال المضيف (الكائنات التي يمكن للفيروس إصابتها) والانتحاء الخلوي (ماهي الخلايا والأنسجة التي يمكنه إصابتها داخل الكائن).
البروتين السكري الخاص بالشوكة شديد توليد المناعة، ووجدت أجسام مضادة لبروتين الشوكة لدى المرضى المتعافين من السارس ومن كوفيد 19. تستهدف الأجسام المضادة المحيِّدة الحواتم الموجودة في نطاق الارتباط بالمستقبل. معظم المجهودات لتطوير لقاحٍ لكوفيد 19 نتيجة جائحة كوفيد 19 تهدف إلى تنشيط جهاز المناعة ضد بروتين الشوكة.

## البنية

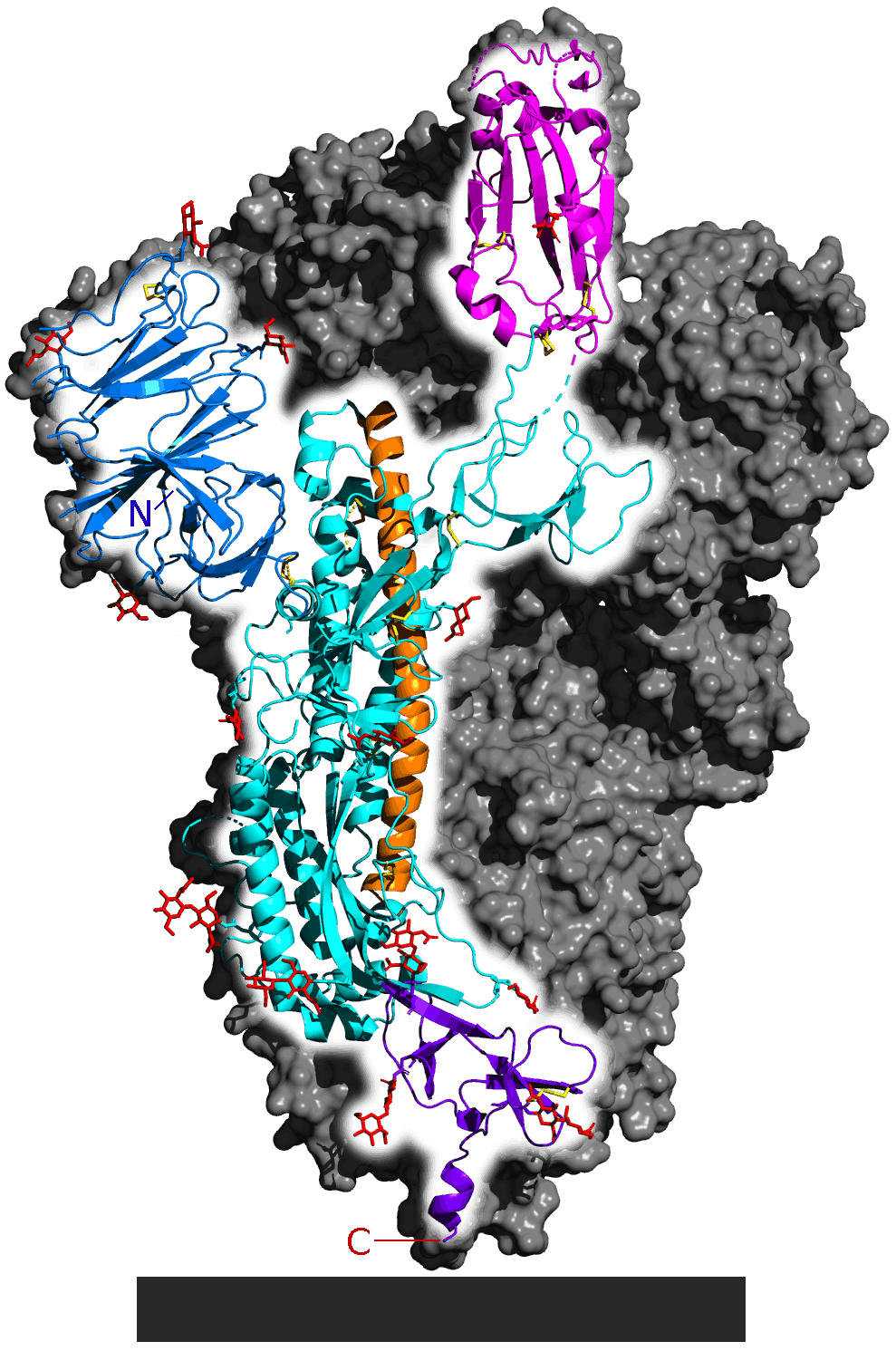
بنية المجهر الإلكتروني فائق البرودة لمثلوث بروتين شوكة سارس-كوف-2 في هيئة قبل الاندماج، مع توضيحٍ لبنية أحد موحوداتة فقط بالألوان، الموحودان الآخران ظاهران بالرمادي. نطاق النهاية الأمينية لـS1 ظاهر بالأزرق ونطاق النهاية الكربوكسيلية لـS1 (الذي يعمل كنطاق ارتباط بالمستقبل) ظاهر بالوردي. تشكل اللوالب الظاهرة بالبرتقالي والسماوي أجزاء من S2 ستخضع لتغير هيئي أثناء الاندماج. من.

بروتين الشوكة كبير جدا ويبلغ طوله عادة حوالي 1200-1400 حمض أميني، وطوله في سارس-كوف-2 هو 1276 حمض أميني. وهو بروتين غشائي أحادي العبور مكون من ذيل نهاية كربوكسيلية قصير في داخل الفيروس ولولب عبر غشائي ونطاق خارجي كبير بالنهاية الأمينية يبرز على السطح الخارجي للفيروس.
يتكون البروتين السكري للشوكة من مثلوثات متجانسة، تتآثر فيها ثلاث نسخ متماثلة من البروتين عبر نطاقاتها الخارجية. وُصف شكل بنية المثلوث على أنه شبيه «بالنفل  أو الإجاصة أو البتلة». يحتوي كل بروتين على منطقتين تعرفان باسم S1 وS2، وفي المثلوث المتجمع يكون جزء النهاية الأمينية للمنطقة S1 الأبعد عن سطح الفيروس في حين تشكل منطقة S2 «ساقا أو جذعا» مرنا يحتوي معظم تآثرات البروتين-بروتين التي تجعل المثلوث متماسكا في مكانه.

### المنطقة S1

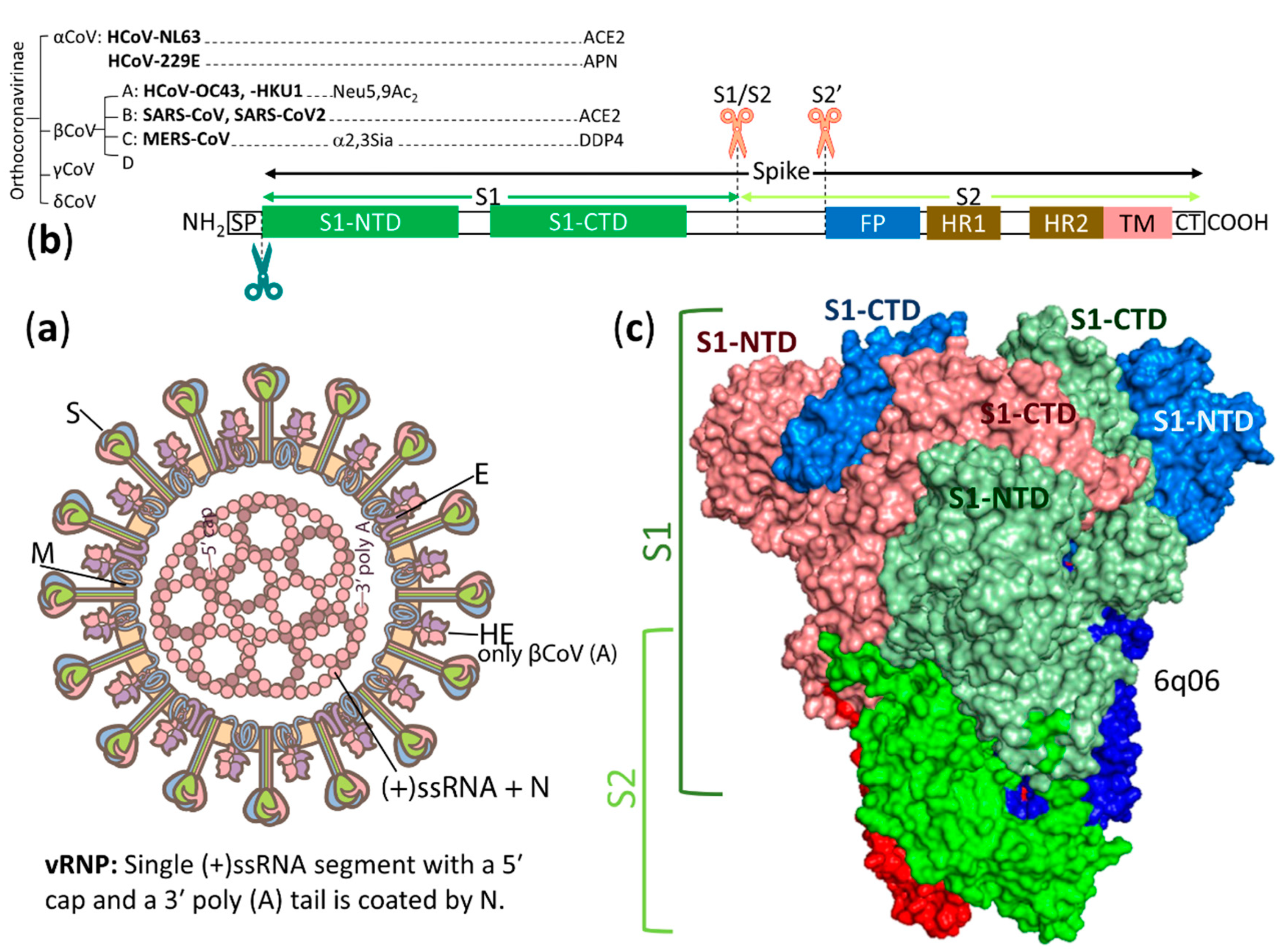
بالأعلى تخطيط لجين الشوكة (S) يوضح المنطقتين S1 وS2 ومختلف مكونات كل منهما.

المنطقة S1 من بروتين الشوكة السكري مسؤولة على التآثر مع الجزيئات المستقبِلة على سطح الخلية المضيفة كخطوة أولى من دخول الفيروس. تحتوي S1 على نطاقين: نطاق النهاية الأمينية (NTD) ونطاق النهاية الكربوكسيلية (CTD)، ويُعرفان أحيانا بالنطاقين A وB. حسب نوع فيروس كورونا قد يُستخدم أحد أو كلا النطاقين كنطاق ارتباط بالمستقبل (RBD). تتنوع المستقبلات المستهدفة كثيرا، ومنها بروتينات مستقبلات سطح الخلية والسكريات مثل حمض السياليك التي تعمل كمستقبلات أو مستقبلات شريكة. بشكل عامل يرتبط نطاق النهاية الأمينية بجزيئات السكر في حين يرتبط نطاق النهاية الكربوكسيلية بالبروتينات، باستثناء فيروس كورونا الفأري الذي يستخدم النطاق الأميني الخاص به للتآثر مع مستقبل بروتيني يسمى CEACAM1. يملك نطاق النهاية الأمينية تطويا مشابها لتطوي الجالكتين لكنه يرتبط بجزيئات السكرر بطريقة مختلفة عن الجالكتينات.
نطاق النهاية الكربوكسيلية مسؤول على تآثرات ميرس-كوف مع مستقبل الببتيداز نازع الببتيديل 4 (DPP-4)، وتآثرات سارس-كوف وسارس-كوف-2 مع مستقبلهما الإنزيم المحول للأنجيوتنسين 2 (ACE2). النطاق الكربوكسيلي لهذه الفيروسات يمكن تقسيمه أكثر إلى نطاقين فرعيين يعرفان: باللب والحلقة الممتدة أو نمط الارتباط بالمستقبل (RBM) أين تتموضع معظم الوحدات التي تتآثر مباشرة مع المستقبل المستهدف. توجد اختلافات صغيرة -بشكل أساسي في نمط الارتباط بالمستقبل- بين تآثرات بروتينات الشوكة الخاصة بسارس-كوف وسارس-كوف-2 مع مستقبل ACE2. تشير مقارنات البروتينات الشوكية لمختلف أنواع فيروسات كورونا إلى أن تباعدا [الإنجليزية] في منطقة نمط الارتباط بالمستقبل قد يكون مسؤولا على الاختلافات في المستقبلات المستهدفة، حتى عندما يكون لب نطاق الارتباط بالمستقل الخاص بـS1 متماثل جدا بنيويا.
داخل أنساب فيروسات كورونا وكذلك عبر أجناس كورونا الرئيسية الأربعة، المنطقة S1 أقل انحفاظا من المنطقة S2، وهو ما يتوافق مع دورها في التآثر مع مستقبلات الخلية المضيفة المتخصصة بنوع الفيروس. داخل المنطقة S1، نطاق النهاية الأمينية أكثر انحفاظا من نطاق النهاية الكربوكسيلية.

### المنطقة S2
المنطقة S2 من بروتين الشوكة السكري مسؤولة على الاندماج الغشائي [الإنجليزية] بين غلاف الفيروس والغشاء البلازمي للخلية المضيفة، وهو ما يمكن جينوم الفيروس من الدخول إلى الخلية. تحتوي المنطقة S2 على ببتيد الدمج وهو سلسلة من الأحماض الأمينية معظمها كارهة للماء وظيفتها دخول غشاء الخلية المضيفة والإخلال باستقراره. تحتوي S2 أيضا على نطاقين فرعيين يحتويان على تكرار سباعي [الإنجليزية] للأحماض الأمينية ويُعرفان باسم HR1 وHR2 وأحيانا يسميان «منطقة لب الاندماج». تخضع هذه النطاقات الفرعية إلى تغيرات هيئية كبيرة أثناء عملية الاندماج لتشكيل حزمة ستة لوالب وهي ميزة خاصة ببروتينات الدمج من الصنف 1. يُعتبر أن المنطقة S2 تشمل كذلك اللولب عبر الغشائي وذيل النهاية الكربوكسيلية المتواجد داخل الفيروس.
المنطقة S2 منحفظة جدا مقارنة بالمنطقة S1 بين فيروسات كورونا.

### تعديلات ما بعد الترجمة

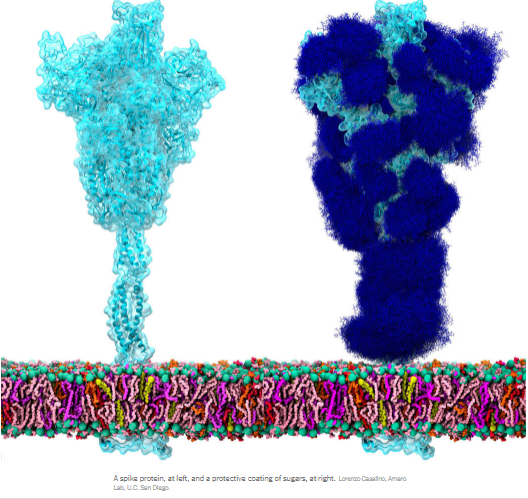
بروتين الشوكة موضحٌ بالغلكزة ومن دونها.

يُغلكز بروتين الشوكة بشكل كثيف عبر غلكزة N. أبلغت دراسات بروتين شوكة سارس-كوف-2 كذلك عن غلكزة O في المنطقة S1. ذيل النهاية الكربوكسيلية المتواجد داخل الفيروس غني بوحدات السيستئين وتتم إضافة البالميتيك [الإنجليزية] له.
تُنشّط بروتينات الشوكة عبر قص حال للبروتين. تقوم بروتيازات الخلية المضيفة مثل الفيورين بقص بروتينات الشوكة في حدود المنطقتين S1-S2 ولاحقا في موقع يُعرف بـS2' في النهاية الأمينية لببتيد الدمج.

### تغير هيئي
مثل بقية بروتينات الدمج من الصنف 1، يخضع بروتين الشوكة إلى تغير هيئي كبير جدا أثناء عملية الاندماج. تمت دراسة كلا هيئتي بنية بروتين الشوكة (هيئة قبل الاندماج وبعده) الخاصتين بعدة فيروسات كورونا وخاصة سارس-كوف-2 بواسطة المجهر الإلكتروني فائق البرودة. لوحظت ديناميكا البروتين [الإنجليزية] أيضا داخل هيئة قبل الاندماج، والتي يمكن أن تختلف فيها التوجهات النسبية لبعض مناطق S1 بالنسبة إلى S2 في المثلوث. في الهيئة المغلقة، جميع مناطق S1 مكدسة ومتقاربة من بعضها والمنطقة التي تقوم بالاتصال والتآثر مع مستقبلات الخلية لا يمكن الوصول إليها فراغيا بواسطة المستقبل، بينما في الهيئات المفتوحة يمكن الوصول لواحد أو كلا نطاقي الارتباط بالمستقل الخاصين بـS1 وبإمكان المستقبل الارتباط بهما في هيئة الانفتاح.

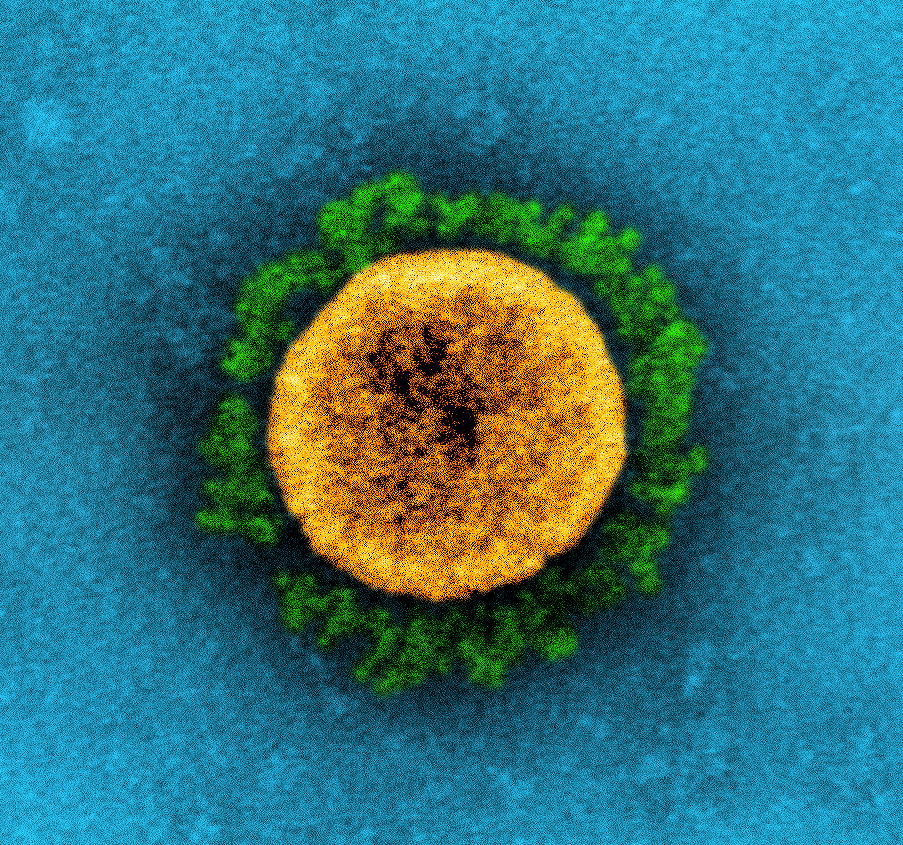
صورة بالمجهر الإلكتروني النافذ لفيروس سارس-كوف-2، تُبدي مظهر الكورونا (التاج) المميز لبروتينات الشوكة (بالأخضر) وهي تشكل نتوءات بارزة من سطح الفيروس (بالأصفر)

## التعبير والتموقع
يتواجد الجين المشفر لبروتين الشوكة في النهاية 3' لجينوم الرنا الفيروسي موجب الدلالة إلى جانب جينات البروتينات البنيوية الثلاث الأخرى والعديد من البروتينات الملحقة المتنوعة حسب الفيروس. يبدو أن نقل البروتين الخاص ببروتينات الشوكة يعتمد على جنس الفيروس: حين يُعبر عنها بمعزل عن البروتينات الفيروسية الأخرى، بروتينات الشوكة الخاصة بفيروسات بيتا قادرة على الوصول إلى سطح الخلية، في حين أن نظائرها في فيروسات ألفا وغاما تبقى داخل الخلية. عند تواجد بروتين الغشاء (M) يتغير نقل بروتين الشوكة وبدل خروجه إلى السطح يبقى في العنقود الحويصلي الأنبوبي [الإنجليزية] (ERGIC) وهو الموقع الذي يحدث فيه تجميع الفيروس. في سارس-كوف-2، يعدل كلا بروتيني الغشاء والغلاف عملية نقل بروتين الشوكة عبر آليات مختلفة.
بروتين الشوكة غير مطلوب من أجل تجميع الفيروس أو تجميع الجسيمات الشبيهة بالفيروس، لكن تواجد الشوكة يمكن أن يؤثر على حجم الغلاف. يعتمد إدراج بروتين الشوكة في الفيروسات أثناء التجميع والتبرعم على تآثرات البروتين بروتين مع بروتين الغشاء عبر ذيل النهاية الكربوكسيلية. يقترح فحص الفيروسات باستخدام المجهر الإلكتروني فائق البرودة وجود حوالي 25 إلى 100 مثلوث شوكة في كل فيروس.

## الوظيفة

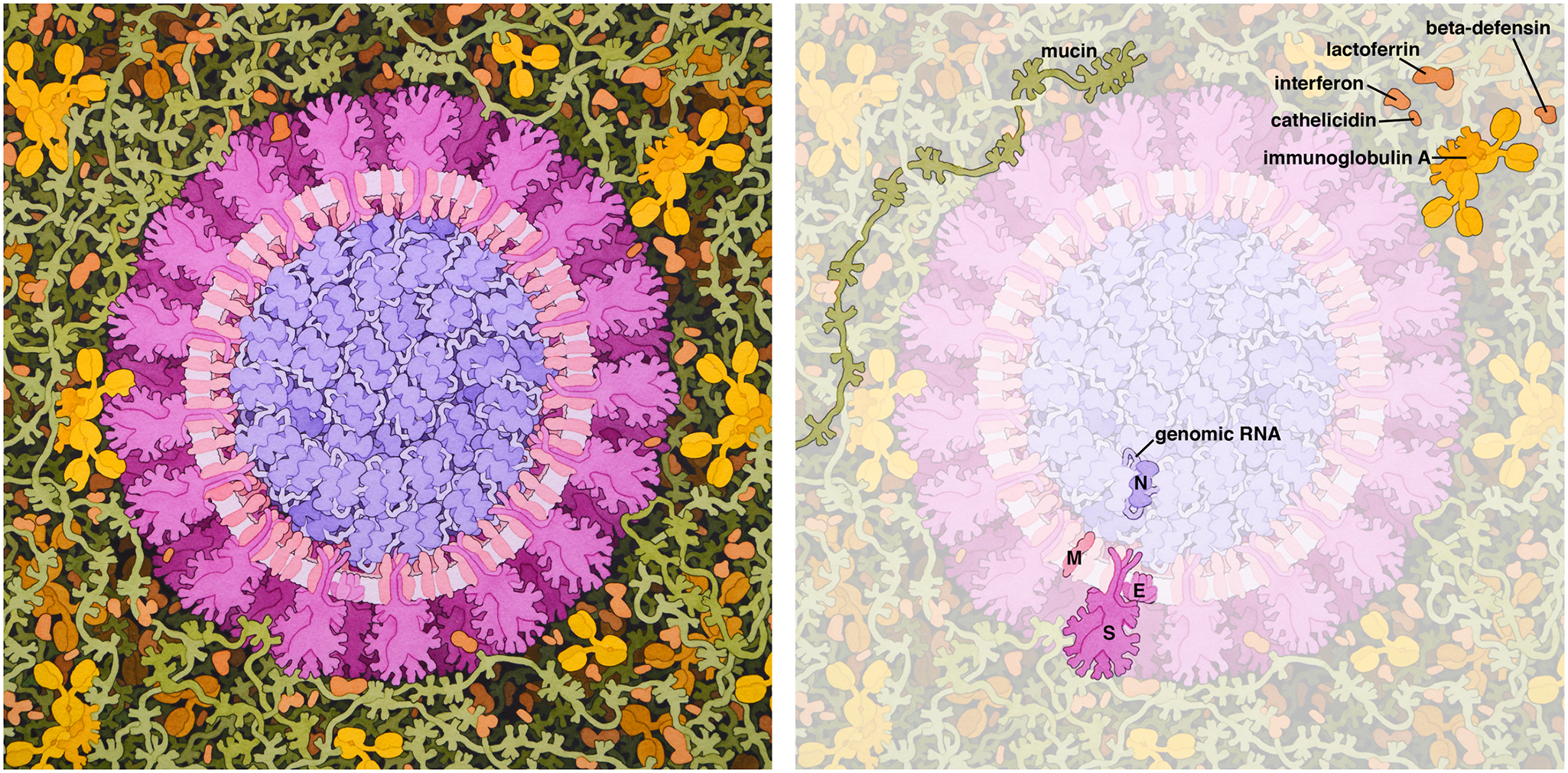
صورة لفيروس كورونا في الغشاء المخاطي التنفسي، تُظهر مواضع البروتينات البنيوية الأربعة ومكونات المحيط خارج الخلوي.

بروتين الشوكة مسؤول على دخول الفيروس إلى الخلية المضيفة، كخطوة أولية مطلوبة لتضاعف الفيروس، وهي خطوة لازمة لا يمكن الاستغناء عنها. تتم هذه الخطوة على مرحلتين: أولا الارتباط بمستقبلٍ على سطح الخلية المضيفة عبر تآثرات مع المنطقة S1، وبعدها دمج الغشائين الخلوي والفيروسي بواسطة المنطقة S2. يختلف مكان الاندماج حسب نوع الفيروس، إذ تستطيع بعض الأنواع الدخول من الغشاء الخلوي مباشرة بينما تدخل أنواع أخرى بواسطة الجسيمات الداخلية بعد الإدخال الخلوي.

### الارتباط
تسبب تآثرات نطاق الارتباط بالمستقبل الموجود في المنطقة S1 مع مستقبله الذي يستهدفه على سطح الخلية بدء عملية دخول لفيروس. تستهدف مختلف أنواع فيروسات كورونا مستقبلات سطح خلية مختلفة، وتستخدم في بعض الأحيان جزيئات سكرية مثل حمض السياليك، أو تشكل تآثرات بروتين بروتين مع بروتينات متجلية على سطح الخلية. تختلف فيروسات كورونا كثيرا في المستقبلات التي تستهدفها وتستخدمها للدخول، ويحدد تواجد المستقبل المستهدف الذي يمكنه الارتباط مع S1 مجال الكائنات التي يمكن للفيروس إصابتها وانتحاءه الخلوي.
| الفيروس                                                         | الجنس               | المستقبل                                       | المراجع       |
| --------------------------------------------------------------- | ------------------- | ---------------------------------------------- | ------------- |
| فيروس كورونا البشري 229E                                        | فيروسات كورونا ألفا | أمينوببتيداز الألانين (AAP)                    | [ 4 ] [ 27 ]  |
| فيروس كورونا البشري NL63                                        | فيروسات كورونا ألفا | إنزيم محول للأنجيوتنسين 2 (ACE2)               | [ 4 ] [ 28 ]  |
| فيروس كورونا البشري HKU1                                        | فيروسات كورونا بيتا | N-أستيل-9-O-أستيل حمض النيورأمينيك (Neu5,9Ac2) | [ 26 ] [ 29 ] |
| فيروس كورونا البشري OC43                                        | فيروسات كورونا بيتا | N-أستيل-9-O-أستيل حمض النيورأمينيك             | [ 4 ] [ 30 ]  |
| فيروس كورونا المرتبط بمتلازمة الشرق الأوسط التنفسية             | فيروسات كورونا بيتا | الببتيداز نازع الببتيديل 4 (DPP-4)             | [ 4 ] [ 31 ]  |
| فيروس كورونا المرتبط بالمتلازمة التنفسية الحادة الشديدة النوع 1 | فيروسات كورونا بيتا | إنزيم محول للأنجيوتنسين 2                      | [ 4 ] [ 32 ]  |
| فيروس كورونا المرتبط بالمتلازمة التنفسية الحادة الشديدة النوع 2 | فيروسات كورونا بيتا | إنزيم محول للأنجيوتنسين 2                      | [ 5 ] [ 9 ]   |

### القص الحال للبروتين
القص الحال لبروتين الشوكة -يسمى أحيانا «بالتحضير»- ضروري من أجل اندماج الغشائين. مقارنة ببروتينات الدمج من الصنف 1 الأخرى، عملية الدمج معقدة وتتطلب قصين في موقعين مختلفين: الأول في حدود المنطقين S1-S2 والثاني قي موقع S2' وذلك لتحرير ببتيد الدمج. تختلف فيروسات كورونا في مرحلة دورة حياة الفيروس التي يحدث فيها القص، وبشكل محدد القص في موقع S1-S2. تقص العديد من فيروسات كورونا بروتين الشوكة في S1-S2 قبل أن تغادر الخلية بواسطة الفيورين ومحولات البروتين الطليعي [الإنجليزية] الأخرى. في سارس-كوف-2، يتواجد موقع قص متعدد القواعد (PRRAR) خاص بالفيورين في الموضع S1-S2. يمكن أن تُقص فيروسات أخرى بواسطة: بروتيازات خارج خلوية مثل الإيلاستاز أو بواسطة بروتيازات متواجدة على سطح الخلية بعد الارتباط بالمستقبل، أو بواسطة بروتيازات تتواجد في اليحلولات بعد الإدخال الخلوي. يعتمد نوع البروتياز الذي يقوم بالقص على: نوع الفيروس، نوع الخلية، والبيئة المحلية التي يتواجد فيها الفيروس. في سارس-كوف، بروتياز السيرين بروتياز السيرين عبر الغشائي 2 مهم من أجل هذه العملية، مع مساهمات إضافية من بروتيازي السيستئين: كاثبسين B وكاثبسين L [الإنجليزية] في اليحلولات. أبلغ أن التريبسين والبروتيازات المماثلة له تساهم كذلك في القص. في سارس-كوف-2، TMPRSS2 هو البروتياز الرئيسي الذي يقوم بالقص في الموقع S2' وأُبلغ أن تواجده أساسي للإصابة بالفيروس، مع وجود دور وظيفي للكاثبسين L لكنه ليس دورا أساسيا.

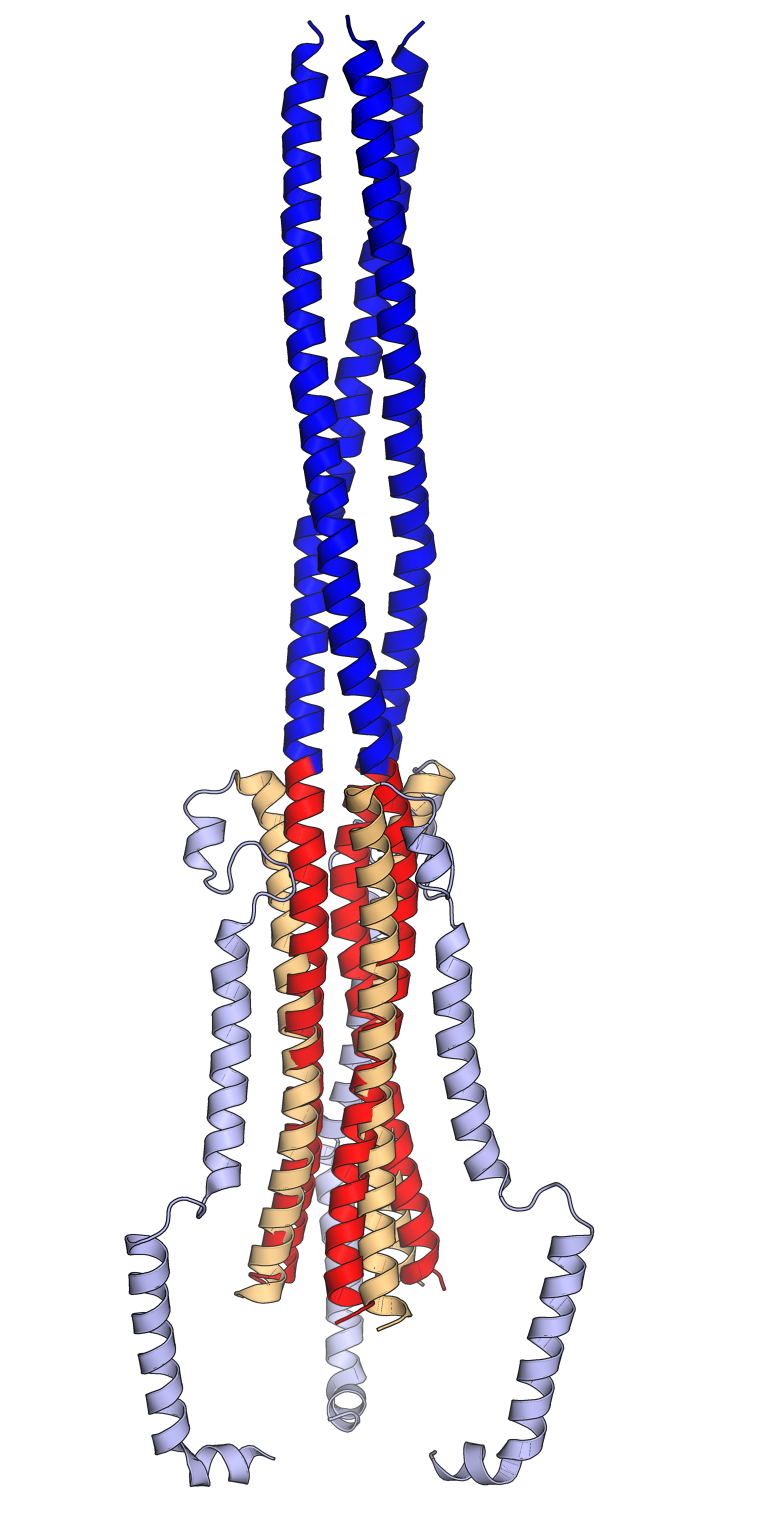
مقارنة بين هيئتي قبل الاندماج (برتقالي، أزرق خفيف) وبعد الاندماج (أحمر وأزرق داكن) لمثلوث شوكة سارس-كوف. في هيئة قبل الاندماج: اللولب المركزي (برتقالي) وتسلسل التكرار السباعي 1 (، أزرق خفيف) متطويان على بعظهما في توجه متضاد التوازي. في هيئة بعد الاندماج: اللولب المركزي (أحمر) وتسلسل HR1 (أزرق داكن) أعادا التموقع لتشكيل لفة ملتفة ثلاثية ممتدة. الغشاء الفيروسي في الأسفل وغشاء الخلية المضيفة بالأعلى. لم يتم إظهار سوى البروتينات الأساسية في المنطقة S2. من (قبل الدمج) ومن (بعد الدمج).

### اندماج الغشاء
مثل بقية بروتينات الدمج من الصنف 1، يكون بروتين الشوكة في هيئة قبل الدمج في حالة شبه استقرار. تثير عوامل متعددة تغيرا هيئيا يجعل التكرار السباعي [الإنجليزية] في المنطقة S2 يعيد التطوي إلى حزمة ستة لوالب [الإنجليزية] ممتدة وهو ما يتسبب في تآثر ببتيد الدمج مع غشاء الخلية وجلب الغشاء الفيروسي إلى مقربة منه. الارتباط بالمستقبل والقص البروتيني الحال هما من العوامل الأساسية لإثارة التغير الهيئي، لكن توجد عوامل إثارة أخرى وهي مختلفة حسب نوع الفيروس والبيئة المحلية. كمثال تقترح الدراسات المخبرية لسارس-كوف أن التغير الهيئي يعتمد على تركيز الكالسيوم. على غير العادة بالنسبة لفيروسات كورونا، في فيروس كورونا الطيري الذي يصيب الطيور يمكن أن يُثار التغير الهيئي بأس هيدروجيني (pH) منخفض لوحده، بالنسبة لفيروسات أخرى الأس الهيدروجيني المنخفض ليس مثيرا في حد ذاته لكن قد يكون مطلوبا لعمل البروتيازات التي هي بدورها ضرورية من أجل الاندماج الغشائي. يمكن أن يختلف موضع الاندماج الغشائي -في الغشاء البلازمي أو في الجسيمات الداخلية- حسب توافر هذه العوامل المثيرة للتغير الهيئي. يسمح اندماج الغشائين الخلوي والفيروسي بدخول جينوم الفيروس الرنوي موجب الدلالة إلى العصارة الخلوية، والذي يبدأ بعده التعبير عن البروتينات الفيروسية.
فضلا عن دمج الغشائين الفيروسي والخلوي، يمكن لبروتينات الشوكة في بعض فيروسات كورونا بدء عملية دمج الغشاء بين الخلايا المصابة وتشكيل ملتحم خلوي. يمكن أن يلاحظ هذا التصرف في الخلايا المصابة في المزارع الخلوية. لوحظ تشكل الملتحمات الخلوية في عيناتٍ نسيجيةٍ من المرضى المصابين بسارس-كوف، ميرس-كوف وسارس-كوف-2، تشير بعض التقارير إلى اختلافٍ في تشكُّل الملتحمات الخلوية بين سارس-كوف وسارس-كوف-2 وتوعزه إلى اختلاف في التسلسل بالقرب من موقع القص S1-S2.

### توليد المناعة
بروتين الشوكة مولد كبير للضد لأنه مكشوف على سطح الفيروس، ويقوم الجهاز المناعي بتطوير أجسام مضادة محيِّدة له. تعمل الغلكزة الكثيفة لبرروتين الشوكة كدرع جليكان يُخفي الحواتم عن الجهاز المناعي. بسبب تفشي السارس في وجائحة كوفيد 19، تمت دراسة الأجسام المضادة لبروتينات الشوكة الخاصة بسارس-كوف وسارس-كوف-2 بكثافة. اكتُشف أن الأجسام المضادة لبروتينات الشوكة الخاصة بسارس-كوف وسارس-كوف-2 تستهدف حواتما تقع في انطاق الارتباط بالمستقبل أو تتدخل في عملية التغير الهيئي. تستهدف معظم الأجسام المضادة المستخلصة من الأفراد المصابين بالفيروس نطاق الارتباط بالمستقبل.

## الاستجابة لكوفيد 19

### اللقاحات
ردا على جائحة كوفيد 19، طُورت العديد من اللقاحات لكوفيد 19 باستخدام تقنيات متنوعة بما في ذلك لقاح الرنا الرسول ولقاحات النواقل الفيروسية. معظم اللقاحات المطورة تستهدف بروتين الشوكة. بناء على تقنيات استُخدمت سابقا في أبحاث اللقاحات التي استهدفت الفيروس التنفسي المخلوي وسارس-كوف، تستخدم مجهودات تطوير اللقاح فكرة إضافة طفرات لضمان استقرار هيئة قبل التطوي لبروتين الشوكة، وهو ما يسهل تطوير الأجسام المضادة للحواتم المكشوفة في هذه الهيئة.

### الأجسام المضادة وحيدة النسيلة

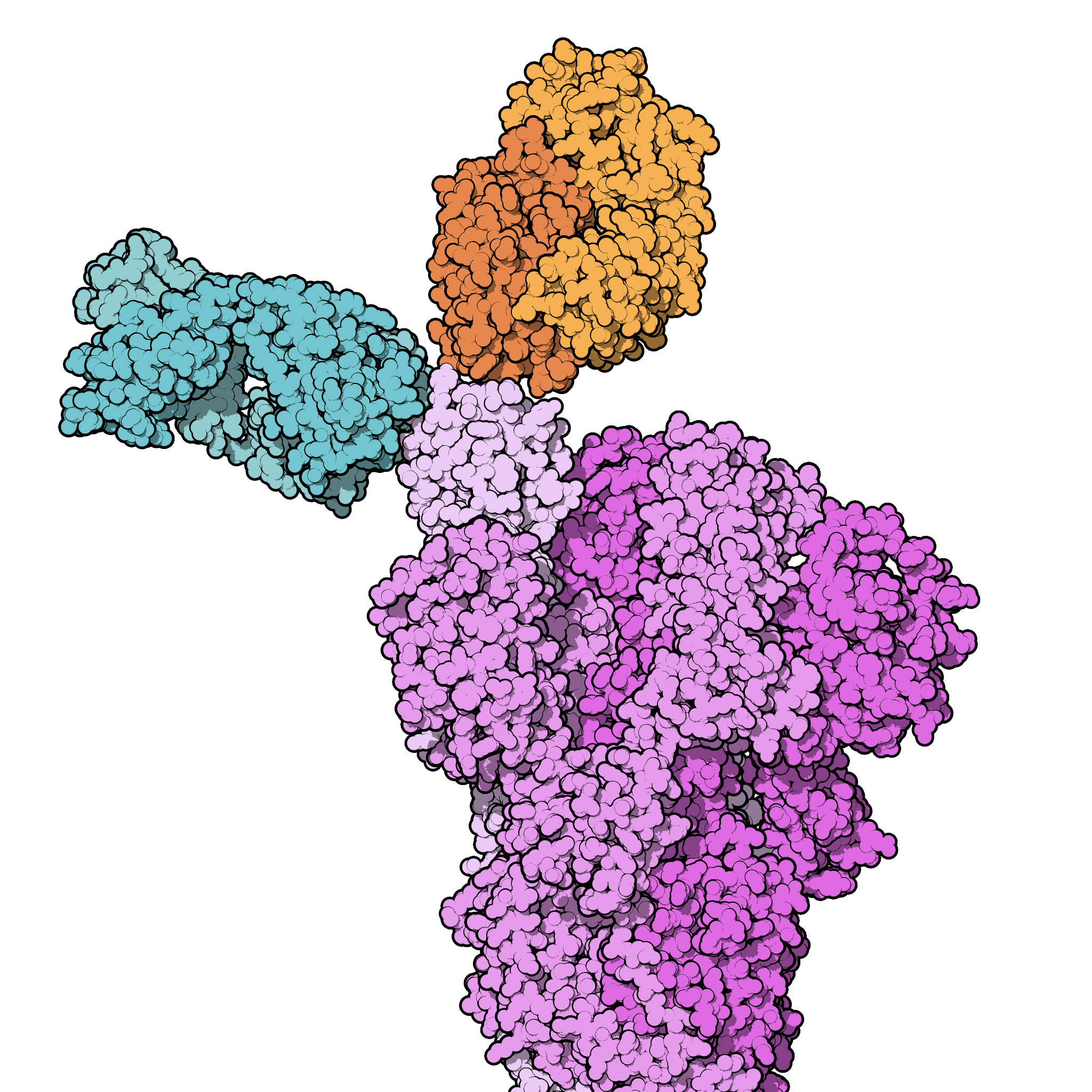
كاسيريفيماب (أزرق) وإيميفيماب (برتقالي) يتآثران مع نطاق الارتباط بالمستققبل الخاص ببروتين الشوكة (وردي).

طُورت الأجسام المضادة وحيدة النسيلة التي تستهدف بروتين الشوكة كعلاجات لكوفيد 19. اعتبارا من 8 يوليو 2021، حصلت ثلاث منتجات للأجسام المضادة وحيدة النسيلة على ترخيص للاستخدام الطارئ في الولايات المتحدة: بملانيفيماب/إتيسيفيماب [الإنجليزية]، كاسيريفيماب/إيميفيماب، وسوتروفيماب. لا يوصى باستعمال بملانيفيماب/إتيسيفيماب في الولايات المتحدة بسبب زيادة متحورات سارس-كوف-2 التي قل تأثرها بهذه الأجسام المضادة.

### متحورات سارس-كوف-2
خلال جائحة كوفيد 19، تم تحديد تسلسل [الإنجليزية] جينوم فيروس سارس-كوف-2 مرات كثيرة، ونتج عن ذلك تحديد الآلاف من المتحورات المختلفة. تملك العديد من هذه المتحورات طفرات استبدال لاترادفي تُغير تسلسل الأحماض الأمينية في بروتين الشوكة. في تحليل لمنظمة الصحة العالمية بتاريخ يوليو 2020، كان جين الشوكة ثاني أكثر الجينات تعرضا للطفرات بعد جين ORF1ab (الذي يشفر بروتينات فيروسية لابنيوية). معدل التطور [الإنجليزية] في جين الشوكة أكبر من المعدل الإجمالي الملاحظ في كامل الجينوم. تقترح تحاليل لجينومات سارس-كوف-2 أن لبعض المواقع في تسلسل بروتين الشوكة -وبالتحديد نطاق الارتباط بالمستقبل- أهمية تطورية وأنها تخضع لاصطفاء إيجابي.
الطفرات التي تحدث في بروتين الشوكة تدعو إلى القلق لأنها قد تؤثر على شدة الإعداء والانتقال، أو تسهل تجنب الجهاز المناعي. حدثت الطفرة D614G بشكل مستقل في عدة سلالات فيروسية وأصبحت سائدة بين الجينومات المحدد تسلسلها، ويمكن أن يكون لها مزايا في الإعداء والانتقال ربما بسبب زيادة كثافة الشوكات على سطح الفيروس، وهو ما يزيد نسبة الارتباط الجيد لهيئات البروتين أو يحسن الاستقرار، لكنه لا يؤثر على اللقاحات. الطفرة N614Y شائعة في متحورات ألفا وبيتا وغاما وأوميكرون الخاصة بسارس-كوف-2 وساهمت في تحسين الإعداء والانتقال، وتخفيض فعالية اللقاحات، وقدرة سارس-كوف-2 في إصابة أنواع قوارض جديدة. تُغير الطفرة P681R موقع قص الفيورين، وهي مسؤولة على زيادة الإعداء والانتقال، والتأثير العالمي الذي أحدثه متحور دلتا. الطفرات في الموضع E484 -بالتحديد E484k- لها صلة بتجنب المناعة وانخفاض فعالية ارتباط الأجسام المضادة.
يتميز متحور أوميكرون الخاص بسارس-كوف-2 باحتوائه على عدد كبير غير مألوف من الطفرات في بروتين الشوكة. تسبب طفرة الحذف 69-70 (Δ69-70) عدم ارتباط مسبار اختبار تفاعل البوليمراز المتسلسل (PCR) الخاص بشركة ثيرمو فيشر العلمية بجين الشوكة المستهدف وهو ما يؤدي إلى فشل في اكتشاف الجين (SGTF) في عينات سارس-كوف-2 الموجبة. استُخدم هذا التأثير كوسم لتتبع ومراقبة انتشار متحوري ألفا وأوميكرون.

### معلومات خاطئة
خلال جائحة كوفيد 19، انتشرت شائعات ومعلومات خاطئة ضد التطعيم في منصات التواصل الاجتماعي تتعلق بدور بروتين الشوكة في لقاحات كوفيد 19. قيل بأن بروتينات الشوكة تملك «سمية خطيرة للخلايا» وأن لقاحات الرنا الرسول التي تحتوي على هذه البروتينات خطيرة في حد ذاتها. بروتينات الشوكة ليس لها سمية خلوية وليست خطيرة. وقيل كذلك أن بروتينات الشوكة يتم «ذرفها وطرحها» من قبل الأفراد المطعَّمين، كتلميح خاطئ لظاهرة الذرف الفيروسي الذي يُحدثه اللقاح [الإنجليزية] وهو تأثير نادر للقاحات الفيروساات الحية الموهنة على عكس تلك المستخدمة ضد كوفيد 19. ذرف وطرح بروتينات الشوكة غير ممكن.

## التطور، الانحفاظ والتأشب
من أمثلة بروتينات الدمج من الصنف 1 التي تم تحديد خصائصها جيدا: بروتين شوكة فيروس كورونا، الراصة الدموية لفيروس الإنفلونزا، البروتين السكري gp41 لفيروس الإيدز، ويُعتقد أنها ذات صلة تطوريا. المنطقة S2 من بروتين الشوكة المسؤولة على اندماج الغشاء أكثر انحفاظا من المنطقة S1 المسؤولة على التآثرات مع المستقبل. يبدو أن المنطقة S1 خضعت لاصطفاء تنويعي معتبر.
داخل المنطقة S1، نطاق النهاية الأمينية أكثر انحفاظا من نطاق النهاية الكربوكسلية. يقترح تطوي نطاق النهاية الأمينية المشابه لتطوي الجالكتين وجود صلة للنطاق الأميني مع بروتينات خلوية مماثلة له في البنية، إذ من الممكن أن يكون تطور منها عبر أخذ الجينات من المضيف. اقتُرح أن نطاق النهاية الكربوكسيلية يمكن أن يكون تطور من نطاق النهاية الأمينية عبر تضاعف الجين. يمكن أن تضع وضعية النطاق الكربوكسيلي المكشوفة على السطح -والتي تجعله عرضة لجهاز المناعة- هذه المنطقة تحت ضغط تطوري مرتفع. تقترح مقارنة مختلف بُنى نطاقات النهاية الكربوكسيلية لمختلف فيروسات كورونا إمكانية كونها تحت اصطفاء تنويعي وفي بعض حالات فيروسات كورونا ذات الصلة البعيدة التي تستخدم نفس مستقبل سطح الخلية، قد يكون استخدامها لنفس المستقبل نتيجة تطور تقاربي.
المنطقة الجينومية التي ترمِّز الشوكة هي منطقة ساخنة للتأشيب المتماثل وغير المتماثل كذلك. مناطق التعابر ليست مفردة في أحداث التأشيب -خاصة تلك المتعلقة بالشوكة- بين جنيسات فيروسات كورونا لكنها تميل لتكون مزدوجة، ما يعني أن الشوكة تنتقل إلى جُنيس آخر في وضع مماثل للكاسيت. لا يوجد لحد الآن دليل على أن الشوكة انتقلت (عبر التأشيب) من جُنيس إلى آخر في جنس بيتا من فيروسات كورونا (بما في ذلك الفيروسات البشرية: سارس-كوف، سارس-كوف-2، ميرس-كوف، HKU1 وOC43). مع ذلك، حدثت العديد من عمليات التأشيب بين مختلف جُنيسات أجناس ألفا وغاما ودلتا من فيروسات كورونا.